# 道の駅どうし
道の駅どうし（みちのえき どうし）は、山梨県南都留郡道志村にある国道413号の道の駅である。
道志川北西側・国道南側に設けられている。

## 施設
道志村特産のクレソンの直売を行っており、レストランではクレソン料理を提供している。
- 駐車場
  - 普通車：95台
  - 大型車：5台
  - 身障者用駐車場：3台
- トイレ
  - 男：8
  - 女：6
    - ベビーベッド：1

  - 身障者用：2
- 公衆電話
- 情報・観光コーナー（午前9時 - 午後6時）
- レストラン「手づくりキッチン」（午前9時 - 午後6時）
- 物産品展示販売（午前9時 - 午後6時）
  - 2007年10月より、物産品店・レストランは8月を除く毎月第2・第3水曜日および年末年始が定休日となった。
- 無料休憩所（午前9時 - 午後6時）
- 芝生広場
- ちびっこ広場
- 給水施設

### 管理
- 南都留郡道志村

## 周辺
- 道志川
- 山梨県道24号都留道志線